# Хабтвыяха
Хабтвыяха (устар. Хабтвы-Яха) — река в России, протекает по Ямало-Ненецкому АО. Устье реки находится в 188 км по правому берегу реки Нгарка-Пыряяха. Длина реки составляет 14 км.

## Данные водного реестра
По данным государственного водного реестра России относится к Нижнеобскому бассейновому округу, водохозяйственный участок реки — Надым. Речной бассейн реки — Надым.
Код объекта в государственном водном реестре — 15030000112115300051900.